# El mito de la belleza
El mito de la belleza: cómo se utilizan las imágenes de la belleza contra las mujeres (en inglés: The Beauty Myth: How Images of Beauty Are Used Against Women) es un libro publicado en 1990 por Naomi Wolf bajo el sello de la editorial Chatto & Windus. Fue reeditado en 2002 por HarperPerennial con una nueva introducción. 
La premisa básica de El mito de la belleza es que, mientras el poder social y la prominencia de las mujeres han aumentado, la presión que ellas sienten por adherir a estándares sociales poco realistas de belleza física también ha crecido fuertemente debido a las influencias comerciales en los medios de comunicación de masas. Esta presión lleva a las mujeres a comportamientos insalubres y a una preocupación por la apariencia en ambos sexos, y compromete la capacidad de las mujeres para ser eficaces y aceptadas por la sociedad.

## Resumen
En su introducción, Wolf propone el  siguiente análisis:
Durante la década pasada, al tiempo que las mujeres lograron traspasar la barrera de la estructura de poder, los desórdenes alimentarios se multiplicaron y la cirugía plástica se volvió la especialidad médica de más rápido crecimiento. Durante los últimos cinco años, se duplicó el gasto consumista, la pornografía se volvió la categoría más importante dentro del medio publicitario (por encima de las industrias fílmica y discográfica combinadas) y treinta y tres mil mujeres norteamericanas confesaron en las encuestas de una investigación que su meta más importante en la vida es perder entre 5 y 10 kilos. Muchas mujeres tienen más dinero, poder, campo de acción y reconocimiento legal del que ja-más habíamos soñado, pero con respecto de como nos sentimos acerca de nosotras mismas físicamente, puede que estemos peor que nuestras abuelas no liberadas.
Wolf también postula la idea de la "Dama de Hierro", un estándar intrínsecamente irrealizable que es utilizado para castigar a las mujeres física y psicológicamente por su fracaso en alcanzarlo y ajustarse a él. Wolf critica la moda y las industrias de la belleza como explotadoras de las mujeres, pero afirma que el mito de la belleza se extiende a todas las  áreas de la actividad humana. Wolf afirma que las mujeres tendrían que tener "la opción de hacer lo que queramos con nuestras caras y cuerpos sin ser castigados por una ideología que está utilizando actitudes, presión económica, e incluso juicios legales con respecto al aspecto para socavar a las mujeres psicológicamente y políticamente". Wolf argumenta que las mujeres están bajo el ataque del Mito de la Belleza en cinco áreas: trabajo, religión, sexo, violencia, y hambre. Finalmente, Wolf aboga por una relajación de los estándares normativos de belleza.

## Impacto
El libro de Wolf fue un rápido best seller, obteniendo respuestas intensamente polarizadas del público y los principales medios de comunicación, pero cosechando elogios de muchas feministas. La integrante de la segunda ola feminista, Germaine Greer escribió que El mito de belleza era la publicación feminista más importante "desde La mujer eunuco", y Gloria Steinem escribió, "El mito de la belleza es un libro inteligente, furioso y perspicaz, y un llamamiento a la libertad. Cada mujer lo tendría que leer." La novelista británica Fay Weldon denominó al libro "lectura esencial para la Mujer Nueva", y Betty Friedan escribió en la revista Allure que "El mito de la belleza y la controversia que está provocando podría ser una señal esperanzadora de un nuevo surgimiento de la consciencia feminista."

## Crítica
En Who Stole Feminism?  (1994) Christina Hoff Sommers criticó a Wolf por publicar la afirmación de que 150,000 mujeres están muriendo cada año de anorexia en los Estados Unidos, sosteniendo que la cifra real probablemente estuviera entre 100 y 400 por año.
De modo parecido, un artículo de 2004 comparó las estadísticas de desórdenes alimenticios de Wolf con estadísticas de estudios epidemiológicos revisados por pares y concluyó que "en promedio, una estadística de anorexia en cualquier edición del El mito de belleza tendría que ser dividida por ocho para conseguir acercarse a la estadística real.' Schoemaker calculó que hay aproximadamente 525 muertes anuales por anorexia, 286 veces menos que en las estadísticas de Wolf.

## Conexión con los estudios de la mujer
Dentro de los estudios de la mujer, los académicos postulan que el Mito de la Belleza es una potente fuerza que mantiene a las mujeres enfocadas en, y distraídas por, la imagen corporal, y esto proporciona tanto a hombres como a mujeres una manera de juzgar y limitar a las mujeres debido a su aspecto físico. Revistas, pósteres, anuncios televisivos y medios sociales son, en esta hipótesis, algunas de las muchas plataformas que hoy perpetúan estándares de belleza tanto para hombres como para mujeres. La presencia y circulación diaria de estas plataformas, se argumenta, hace casi imposible evadir estos ideales. Las mujeres y los hombres están igualmente expuestos frente a cuerpos ideales, que son vendidos como realizables a través de dietas y membresías a gimnasios. Aun así, para la mayoría de las personas estos estándares de belleza no son ni sanos ni alcanzables a través de dieta o ejercicio. Las mujeres a menudo le dan una importancia mayor a la pérdida de peso que al manteniendo de un peso promedio sano, y generalmente hacen grandes sacrificios financieros y físicos para lograr estos objetivos. Pero fallar en la encarnación de estos ideales convierte a las mujeres en objeto de crítica y escrutinio social.
Perfeccionismo y metas inalcanzables son citados como una explicación para los índices crecientes de anorexia nerviosa y cirugía plástica. La anorexia es uno de los desórdenes alimentarios más prevalentes en los países occidentales, "afectando aproximadamente a 2.5 millones de personas en los Estados Unidos sólo." De este número, más del 90 por ciento son mujeres adolescentes y jóvenes. Estas pacientes sufren de una "enfermedad de salud mental seria que implica dieta compulsiva y pérdida de peso drástica". Esta pérdida de peso es el resultado deliberado de una inanición auto-impuesta para conseguir una apariencia más delgada, y es frecuentemente asociada con la bulimia. Las raíces psicológicas profundas de la anorexia la hacen difíciles de tratar y a menudo el proceso de recuperación se extiende de por vida.
Algunas feministas creen que el Mito de la Belleza es parte de un sistema que refuerza la dominación masculina. Según Wolf, cuando las mujeres centran su atención cada vez más en su aspecto físico, su foco en la igualdad de derechos y de trato asume una prioridad más baja. Lo mismo está argumentado en la obra Simone de Beauvoir El Segundo Sexo, en la cual relata los efectos de sociedades que condicionan a chicas adolescentes y mujeres jóvenes a comportarse de manera femenina. Según Beauvoir, estos cambios abarcan una "variedad enorme de expectativas sociales, incluyendo el aspecto físico, pero a diferencia de las expectativas sociales en los chicos, las expectativas sociales en las chicas y las mujeres normalmente les inhiben de actuar libremente". En su argumento, Beauvoir cita aspectos como ropa, maquillaje, dicción y modales, como objetos de escrutinio que las mujeres enfrentan, pero no así los varones.
Estudios revelan que las mujeres actualmente se esfuerzan en alcanzar ideales estéticos porque reconocen la correlación entre belleza y estatus social. Según Vivían Diller en el libro Face It: What Women Really Feel as their Looks Change and What to Do About It, "la mayoría de las mujeres reportan que un buen aspecto continúa siendo asociado con respeto, legitimidad, y poder en sus relaciones". En el mundo comercial, las contrataciones, evaluaciones y promociones basadas en la apariencia física empujan a las mujeres a colocar la importancia de la belleza por encima que de su trabajo y habilidades.
A lo largo de la historia, los ideales de belleza para las mujeres han cambiado drásticamente según las representaciones sociales. Durante las épocas de la esclavitud, raza y color de piel eran los factores principales en la valoración de la belleza. Las mujeres de tez clara eran idealizadas y utilizadas para justificar el tratamiento injusto hacia las mujeres de piel oscura. A inicios del siglo XX, el ideal del cuerpo femenino estuvo representado por una tez pálida y una cintura cincelada; pecas, manchas de sol o imperfecciones de la piel derivaban en un escrutinio por parte de otros.[cita requerida] En la década de 1920, las mujeres con una figura más delgada y busto pequeño fueron consideradas bellezas, mientras que el ideal de pechos llenos y figura de reloj de arena comienza en los tempranos 1950s, conduciendo a una tendencia creciente hacia la cirugía plástica y los desórdenes alimentarios. La sociedad esta continuamente cambiando los ideales de la belleza socialmente construidos impuestos a las mujeres.

## Película
En febrero de 2010, la filmación de una conferencia de 42 minutos dictada por Naomi Wolf en la California Lutheran University, titulada The Beauty Myth: The Culture of Beauty, Psychology, & the Self, fue lanzada en DVD por Into the Classroom Media.